# Undrom
Undrom är en småort i Boteå socken, Sollefteå kommun, Västernorrlands län. Byn genomkorsas av länsväg 334 samt passeras i nordost av Botniabanan. Undrom ligger vid Ångermanälven.
Mitt i byn ligger en mataffär, Handlar'n. Butiken stängdes oktober 2024, och har sedan dess inte funnit en ny ägare. Byn har också en skola, Kalknäs skola, som erbjuder utbildning för elever från lågstadiet till mellanstadiet. Integrerad till skolan finns också en förskola, Blåklockans förskola.
Intill byn har gjorts fynd av en silverskatt från vikingatiden.

## Personer från orten
Från byn kommer damastväverskan Emma Wiberg (1901–1990), som är känd för sina uppdrag åt Ångermanlands läns hemslöjdsförening. Emma Wiberg gjorde, efter mönster av textilkonstnären Gulli Lundquister, länets bröllopsgåva till prinsparet Gustaf Adolf och Sibylla år 1932. Emma Wiberg var en symbol för en ångermanländsk linnevävningstradition i förnyelse.
Även artisten Emil Assergård är född här. Statsminister Stefan Löfven är till viss del uppvuxen i Undrom.